# Lypovec'
Lypovec' (in ucraino Липовець?)  è una città ucraina (7985 abitanti), nel distretto di Vinnycja, nell'oblast' di Vinnycja. Ospita l'amministrazione della comunità territoriale di Lypovec', una delle comunità territoriali dell'Ucraina.
Fino al 18 luglio 2020 Lypovec' fungeva da centro amministrativo del distretto di Lypovec'. Come parte della riforma amministrativa che ha ridotto a sei il numero dei distretti dell'oblast' di Vinnycja, il distretto di Lypovec' venne fuso nel distretto di Vinnycja.